# 金原策太郎
金原 策太郎（きんばら さくたろう、1940年4月29日 - ）は、日本の経営者。平和不動産社長を務めた。東京都出身。

## 経歴・人物
1964年に慶應義塾大学商学部を卒業し、同年4月に東京証券取引所に入所した。1996年5月に常任理事に就任し、1997年5月に常務理事、2001年11月に専務、2002年6月に平和不動産専務を経て、2005年6月に副社長に就任し、2007年6月には社長に昇格した。2010年6月から相談役を務めた。